# Rich Perry
 Rich Perry (* 22. Juli 1955 in Cleveland, Ohio) ist ein US-amerikanischer Jazz-Tenorsaxophonist.

## Leben und Wirken
Rich Perry studierte an der Bowling Green State University, bevor er nach New York zog. 1975 ging er mit dem Glenn Miller Orchestra (Ghost Band) auf Tournee; 1976 war er Mitglied des Thad Jones/Mel Lewis Orchestra. Er spielte außerdem mit Chet Baker, Machito, Bob Moses, Jack McDuff, Billy Hart, Eddie Gomez, Tom Harrell und Harold Danko. Seit 1993 nahm eine Reihe von Alben für das Label SteepleChase Records auf, an denen Danko, Jeff Hirshfield, Fred Hersch, Tom Rainey, Jay Anderson, Victor Lewis, Billy Drummond und George Mraz mitwirkten. Perry ist gegenwärtig Mitglied des Vanguard Jazz Orchestra; außerdem spielte er im Maria Schneider Orchestra (Data Lords, 2020). 
Perry unterrichtet an der William Paterson University. Im Laufe seiner Karriere wirkte er außerdem an Aufnahmen von Rufus Reid, George Mraz, Fred Hersch, Ron McClure, Andy LaVerne, Paul Bley, der John Fedchock New York Big Band, Dave Stryker, Lee Konitz („RichLee“), Holger Scheidt und der Joe Henderson Big Band mit. Zu hören ist er u. a. auch auf den Alben des Quartetts von Niculin Janett und auf Mareike Wienings Alben Future Memories (2021) und Reveal (2023).
.

## Diskographische Hinweise
- To Start Again (Steeplechase, 1993)
- Beautiful Love (Steeplechase, 1994)
- What Is This? (Steeplechase, 1995)
- So in Love (Steeplechase, 2000)
- Doxy (Steeplechase, 2000)
- O Grand Amor (Steeplechase, 2001)
- Hearsay (Steeplechase, 2002)
- At Eastman (Steeplechase, 2003)
- East of the Sun and West of 2nd Avenue (Steeplechase, 2004)
- You're My Everything (Steeplechase, 2005)
- Rhapsody (Steeplechase, 2006)
- At the Kitano, Vol. 1 (Steeplechase, 2006)
- E.Motion (Steeplechase, 2007)
- At the Kitano, Vol. 2 (Steeplechase, 2008)
- Other Matters (SteepleChase, 2019)